# Балліміна Юнайтед
«Балліміна Юнайтед» (англ. «Ballymena United Football Club») — північноірландський професіональний футбольний клуб з міста Балліміна. Заснований 1934 року. Домашні ігри проводить на стадіоні «Балліміна Шоуграундз» місткістю 4 390 осіб.

## Досягнення
- Володар кубка Північної Ірландії: 1927-28 (під назвою «Балліміна Юнайтед»), 1939–40, 1957–58, 1980–81, 1983–84, 1988–89
- Володар кубка ліги: 2016-17

## Виступи в єврокубках
| Сезон   | Змагання               | Раунд | Суперник           | Вдома | На виїзді | В сукупності |
| ------- | ---------------------- | ----- | ------------------ | ----- | --------- | ------------ |
| 1978–79 | Кубок володарів кубків | 1Р    | Беверен            | 0–3   | 0–3       | 0–6          |
| 1980–81 | Кубок УЄФА             | 1Р    | Форвертс Франкфурт | 2–1   | 0–3       | 2–4          |
| 1981–82 | Кубок володарів кубків | 1Р    | Рома               | 0–2   | 0–4       | 0–6          |
| 1984–85 | Кубок володарів кубків | 1Р    | Хамрун Спартанс    | 0–1   | 1–2       | 1–3          |
| 1989–90 | Кубок володарів кубків | 1Р    | Андерлехт          | 0–4   | 0–6       | 0–10         |
| 2004    | Кубок Інтертото        | 1Р    | Оденсе             | 0–7   | 0–0       | 0–7          |
| 2017–18 | Ліга Європи            | 1КР   | Одд                | 0–2   | 0–3       | 0–5          |
| 2019–20 | Ліга Європи            | ПР    | НСІ Рунавік        | 2–0   | 0–0       | 2–0          |
| 2019–20 | Ліга Європи            | 1КР   | Мальме             | 0–4   | 0–7       | 0–11         |